# Писмо из 1920
„Писмо из 1920” је југословенски телевизијски драмски филм из 1995. године.  Режирао га је Славенко Салетовић а сценарио је написан по делу Иве Андрића.

## Улоге
| Глумац      | Улога |
| ----------- | ----- |
| Мирсад Тука |       |